# 圣克雷潘 (滨海夏朗德省)
圣克雷潘（法語：Saint-Crépin，法語發音：[sɛ̃ kʁepɛ̃]）是法国滨海夏朗德省的一个市镇，位于该省中北部，属于圣让当热利区。

## 地理
圣克雷潘（46°0'7"N, 0°43'59"W）面积13.94 平方千米，位于法国新阿基坦大区滨海夏朗德省，该省份为法国西部滨海省份，北起旺代省，西临大西洋，南至吉倫特省，东南接多爾多涅省，东北接德塞夫勒省接壤，东临夏朗德省。
与圣克雷潘接壤的市镇（或旧市镇、城区）包括：阿讷宰、热努耶、莫拉涅、托奈布托讷。

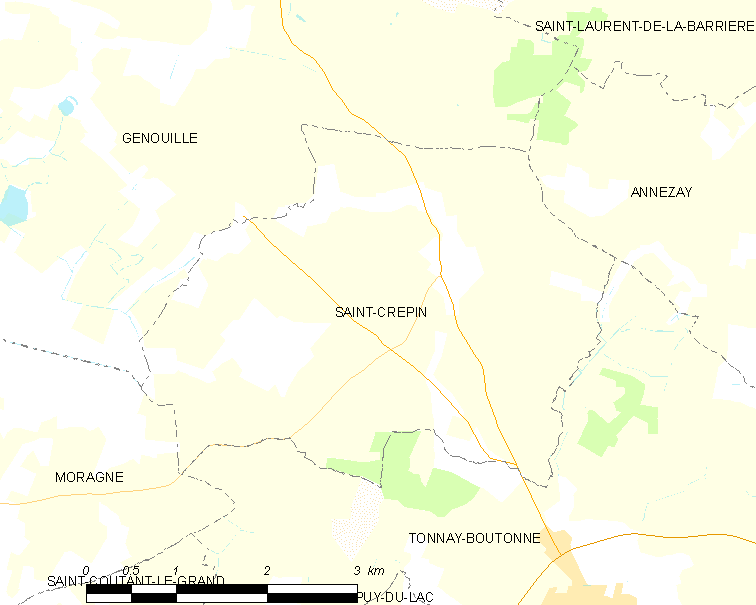
的OSM定位图

圣克雷潘的时区为UTC+01:00、UTC+02:00（夏令时）。

## 行政
圣克雷潘的邮政编码为17380，INSEE市镇编码为17321。

## 政治
圣克雷潘所属的省级选区为圣让当热利县。

## 人口

1962-2008年间人口变化图示

圣克雷潘于2022年1月1日时的人口数量为346人。